# Distretto di Kishtwar
Il distretto di Kishtwar è un distretto del Jammu e Kashmir, in India, di 15 806 abitanti. È situato nella divisione del Jammu e il suo capoluogo è Kishtwar.